# Иваница (река)
Иваница, Верескуны (укр. Іваниця, Верескуни) — левый приток реки Смоша, протекающий по Прилукскому району Черниговской области Украины.

## География
Длина — 20, 17 км. Площадь водосборного бассейна — 124 км². 
Русло извилистое. На реке есть водохранилище (приустьевая часть в селе Иваница), пруды.
Река берет начало от двух ручьёв севернее села Верескуны. Река течёт на юго-запад. Впадает в реку Смош (на 21-м км от её устья) в селе Иваница.
Пойма занята заболоченными участками с луговой и тростниковой растительность, очагами — лесами.
Притоки (от истока к устью): безымянные ручьи и балки
Населённые пункты (от истока к устью):
1. Верескуны
2. Загон
3. Зоцовка
4. Иваница